# Aniversari mortal
Aniversari mortal (títol original en anglès: Happy Birthday to Me) és una pel·lícula de terror canadenca de 1981 dirigida per J. Lee Thompson i escrita per John C.W. Saxton. Ha estat doblada al català.

## Argument
Després de perdre la memòria en un estrany accident, Ginny torna a la seva escola i a un exclusiu club. Dies abans del seu divuitè aniversari, els seus amics comencen a ser assassinats.

## Repartiment
| Actor                | Personatge                  |
| -------------------- | --------------------------- |
| Melissa Sue Anderson | Virginia “Ginny” Wainwright |
| Glenn Ford           | Dr. David Faraday           |
| Lawrence Dane        | Harold “Hal” Wainwright     |
| Sharon Acker         | Estelle Wainwright          |
| Frances Hyland       | Senyora Patterson           |
| Tracey I. Bregman    | Ann Thomerson               |
| Jack Blum            | Alfred Morris               |
| Matt Craven          | Steve Maxwell               |
| Lenore Zann          | Maggie                      |
| David Eisner         | Rudi                        |
| Lisa Langlois        | Amelia                      |
| Michel-René Labelle  | Etienne Vercures            |
| Richard Rebiere      | Greg Hellman                |
| Lesleh Donaldson     | Bernadette O´Hara           |